# Michèle Astrud
 (février 2020).
Si vous disposez d'ouvrages ou d'articles de référence ou si vous connaissez des sites web de qualité traitant du thème abordé ici, merci de compléter l'article en donnant les références utiles à sa vérifiabilité et en les liant à la section « Notes et références ».
Michèle Astrud, née le 13 juin 1964 à Dijon, est une romancière française. Installée à Rennes, elle a publié dix romans. En 2005, elle obtient pour Souris grises le prix Pierre Mocaer décerné par l'association des écrivains bretons. En 2008, une de ses nouvelles est sélectionnée par les libraires pour un ouvrage collectif édité par Livre et lecture en Bretagne.
En octobre 2019, son dernier roman, Chevrolet Impala est publié aux éditions Aux Forges de Vulcain.

## Publications
- Amitiés, éditions Entre-Pont, 2002  (ISBN 2-914842-00-7)
- L'Aquarium, éditions Entre-Pont, 2003  (ISBN 9782914842013)
- Souris grises, éditions Entre-Pont, 2005  (ISBN 978-2-914842-02-0)
- Monplaisir Sans-Souci, éditions Entre-Pont, 2007  (ISBN 978-2-914842-03-7)
- Nouvelles de Bretagne, (ouvrage collectif, recueil de nouvelles, Livre et lecture en Bretagne), Le livre brisé, 2008  (ISSN 1771-6896)
- J'ai rêvé que j'étais un garçon, éditions Diabase, 2009  (ISBN 978-2-911438-63-9)
- Vue sur la mer, rouge, éditions Diabase 2011  (ISBN 978-2-911438-77-6)
- Le jour de l'effondrement, éditions Aux forges de Vulcain, 2014  (ISBN 978-2-919176-76-2)
- Nous entrerons dans la lumière, éditions Aux forges de Vulcain, 2016  (ISBN 978-2373050073)
- La nuit je vole, éditions Aux forges de Vulcain, 2018  (ISBN 978-2-3730-503-63)
- Chevrolet impala, éditions Aux forges de Vulcain, 2019  (ISBN 978-2-373-05059-2)